# Lkheng
Lkheng (en àrab الخنك, al-Ḫang; en amazic ⵍⵅⵏⴽ) és una comuna rural de la província d'Errachidia, a la regió de Drâa-Tafilalet, al Marroc. Segons el cens de 2014 tenia una població total de 14.177 persones.